# Barleria parvispina
Barleria parvispina är en akantusväxtart som beskrevs av Raymond Benoist. Barleria parvispina ingår i släktet Barleria och familjen akantusväxter.

## Underarter
Arten delas in i följande underarter:
- B. p. angustifolia
- B. p. longiflora